# Шаодун
Шаоду́н (кит. упр. 邵东, пиньинь Shàodōng, буквально: «восточная часть уезда Шаоян») — городской уезд городского округа Шаоян провинции Хунань (КНР).

## История
Исторически эти земли были частью уезда Шаоян. После образования КНР в 1949 году был создан Специальный район Шаоян (邵阳专区), и уезд вошёл в его состав. 16 февраля 1952 года восточная часть уезда Шаоян была выделена в отдельный уезд Шаодун (邵东县).
В 1970 году Специальный район Шаоян был переименован в Округ Шаоян (邵阳地区).
Постановлением Госсовета КНР от 29 сентября 1977 года был образован Округ Ляньюань (涟源地区), и уезд Шаодун перешёл в его состав. Постановлением Госсовета КНР от 11 декабря 1982 года Округ Ляньюань был переименован в Округ Лоуди (娄底地区).
В 1983 году уезд Шаодун был возвращён в состав округа Шаоян.
Постановлением Госсовета КНР от 27 января 1986 года округ Шаоян был преобразован в городской округ.
Постановлением Госсовета КНР от 12 июля 2019 года уезд Шаодун был преобразован в городской уезд.

## Административное деление
Городской уезд делится на 3 уличных комитета, 18 посёлков и 4 волости.

## Экономика
Шаодун является одним из ведущих центров Китая по производству чемоданов, сумок, зажигалок и других товаров легковой промышленности, а также инструментов и промышленного оборудования. 